# جوشوا سوتو
جوشوا سوتو (بالإنجليزية: Josue Soto) (3 يناير 1989 بفورت وورث في الولايات المتحدة - ) هو لاعب كرة قدم أمريكي في مركز الوسط. لعب مع نادي شيفاز يو إس أي وهيوستن دينامو وسان أنتونيو سكوربيونز وSalem City FC ‏ وFF Jaro ‏.

## وصلات خارجية
- جوشوا سوتو على موقع الدوري الأمريكي (الإنجليزية)
- جوشوا سوتو على موقع قاعدة بيانات كرة القدم.إي يو (الإنجليزية)
- جوشوا سوتو على موقع Soccerway.com (الإنجليزية)